# Мирабелло-Саннитико
Мирабелло-Саннитико (итал. Mirabello Sannitico) —  коммуна в Италии, располагается в регионе Молизе, в провинции Кампобассо.
Население составляет 1978 человек (2008 г.), плотность населения составляет 94 чел./км². Занимает площадь 21 км². Почтовый индекс — 86010. Телефонный код — 0874.
Покровителем коммуны почитается святой Георгий, празднование 23 апреля.

## Демография
Динамика населения:

## Администрация коммуны
- Официальный сайт: http://www.comune.mirabellosannitico.cb.it/